# Mallomys istapantap
Mallomys istapantap là một loài động vật có vú trong họ Chuột, bộ Gặm nhấm. Loài này được Flannery, Aplin, & Groves mô tả năm 1989.